# ابوبکر العبیدی
ابوبکر العبیدی (عربی: أبوبكر رجب العبيدى؛ زادهٔ ۲۷ اکتبر ۱۹۸۱) بازیکن فوتبال اهل لیبی بود.
از باشگاه‌هایی که در آن بازی کرده‌است می‌توان به باشگاه فوتبال النصر عربستان سعودی اشاره کرد.
وی همچنین در تیم ملی فوتبال لیبی بازی کرده‌است.